# Now and Zen
Now and Zen je čtvrté sólové studiové album anglického zpěváka Roberta Planta, vydané v únoru roku 1988 hudebním vydavatelstvím Es Paranza. Nahráno bylo koncem předchozího roku a jeho producenty byli vedle Planta ještě Tim Palmer a Phil Johnstone. V americké hitpatádě se album umístilo na šesté příčce, v britské na desáté.

## Seznam skladeb
| Pořadí | Název                    | Autor                                 | Délka |
| ------ | ------------------------ | ------------------------------------- | ----- |
| 1.     | Heaven Knows             | David Barratt, Phil Johnstone         | 4:06  |
| 2.     | Dance on My Own          | Robert Crash, Johnstone, Robert Plant | 4:30  |
| 3.     | Tall Cool One            | Johnstone, Plant                      | 4:40  |
| 4.     | The Way I Feel           | Doug Boyle, Johnstone, Plant          | 5:40  |
| 5.     | Helen of Troy            | Johnstone, Plant                      | 5:06  |
| 6.     | Billy's Revenge          | Johnstone, Plant                      | 3:34  |
| 7.     | Ship of Fools            | Johnstone, Plant                      | 5:01  |
| 8.     | Why                      | Crash, Plant                          | 4:14  |
| 9.     | White, Clean and Neat    | Johnstone, Plant                      | 5:28  |
| 10.    | Walking Towards Paradise | Jerry Lynn Williams                   | 4:40  |

| Bonusy na reedici z roku 2007 (koncertní nahrávky) | Bonusy na reedici z roku 2007 (koncertní nahrávky) | Bonusy na reedici z roku 2007 (koncertní nahrávky) | Bonusy na reedici z roku 2007 (koncertní nahrávky) |
| Pořadí                                             | Název                                              | Autor                                              | Délka                                              |
| -------------------------------------------------- | -------------------------------------------------- | -------------------------------------------------- | -------------------------------------------------- |
| 11.                                                | Billy's Revenge                                    | Johnstone, Plant                                   | 6:00                                               |
| 12.                                                | Ship of Fools                                      | Johnstone, Plant                                   | 10:35                                              |
| 13.                                                | Tall Cool One                                      | Johnstone, Plant                                   | 5:07                                               |

## Obsazení
- Robert Plant – zpěv
- Phil Johnstone – klávesy, programování
- Doug Boyle – kytara
- Phil Scragg – baskytara
- Chris Blackwell – bicí, perkuse
- David Barratt – klávesy, programování
- Marie Pierre – doprovodné vokály
- Toni Halliday – doprovodné vokály
- Kirsty MacColl – doprovodné vokály
- Robert Crash – programování
- Jimmy Page – kytara